# Светлое Озеро (Ульяновская область)
Све́тлое О́зеро — посёлок в Тереньгульском районе Ульяновской области, входит в состав Красноборского сельского поселения.

## География
Посёлок находится на берегу реки Чамбул, на расстоянии примерно 15 км (по прямой) к северо-западу от посёлка городского типа Тереньга, административного центра района.

### Часовой пояс
Посёлок Светлое Озеро, как и вся Ульяновская область, находится в часовой зоне МСК+1. Смещение применяемого времени относительно UTC составляет +4:00.

## История
Основан эстонцами как деревня. В 1913 году в деревне насчитывалось 36 дворов, проживало 246 жителей. Существовал молитвенный дом.
По данным на 1924 году посёлок состоял из 45 дворов, в которых проживало 201 эстонец. В административном отношении входил в состав Собакинского сельсовета Теренгульской волости Ульяновского уезда. В посёлке располагалась эстонская школа.

## Население
| 2010 |
| ---- |
| 0    |